# Diego Velázquez (bateau)
Ne doit pas être confondu avec Diego Vélasquez.
Pour les articles homonymes, voir Velasquez (homonymie).
Le Diego Velázquez  était une canonnière de la Marine espagnole. 

## Historique
Dès la fin de la guerre hispano-américaine, la canonnière est vendue à la marine vénézuélienne sous le nom de ARV Miranda.